# Championnats d'Europe de triathlon 2023
Navigation
Édition précédente Édition suivante
Les championnats d'Europe de triathlon 2023 ont lieu le 4 juin 2023 à Madrid, en Espagne.

## Palmarès

### Hommes élites
| Rang               | Triathlète              | Temps           |
| ------------------ | ----------------------- | --------------- |
| Médaille d'or      | David Castro Fajardo    | 1 h 48 min 13 s |
| Médaille d'argent  | Jonathan Brownlee       | 1 h 48 min 17 s |
| Médaille de bronze | Adrien Briffod          | 1 h 48 min 27 s |
| 4                  | Arnaud Mengal           | 1 h 49 min 5 s  |
| 5                  | Emil Holm               | 1 h 49 min 9 s  |
| 6                  | Csongor Lehmann         | 1 h 49 min 17 s |
| 7                  | David Cantero Del Campo | 1 h 49 min 30 s |
| 8                  | Jonas Schomburg         | 1 h 49 min 41 s |
| 9                  | Eric Diener             | 1 h 49 min 48 s |
| 10                 | Noah Servais            | 1 h 49 min 55 s |

### Femmes élites
| Rang               | Triathlète             | Temps\|         |
| ------------------ | ---------------------- | --------------- |
| Médaille d'or      | Jeanne Lehair          | 1 h 59 min 52 s |
| Médaille d'argent  | Lisa Tertsch           | 1 h 59 min 59 s |
| Médaille de bronze | Cathia Schär           | 2 h 0 min 10 s  |
| 4                  | Tanja Neubert          | 2 h 0 min 34 s  |
| 5                  | Miriam Casillas García | 2 h 0 min 54 s  |
| 6                  | Petra Kuříková         | 2 h 1 min 18 s  |
| 7                  | Audrey Merle           | 2 h 1 min 32 s  |
| 8                  | Kate Waugh             | 2 h 2 min 6 s   |
| 9                  | Maria Tomé             | 2 h 3 min 5 s   |
| 10                 | Claire Michel          | 2 h 3 min 17 s  |